# ميشيل جوسيف
ميشيل جوسيف هي مغنية وكاتبة غنائية كندية، ولدت في 1954.

## وصلات خارجية
- ميشيل جوسيف على موقع ميوزك برينز (الإنجليزية)
- ميشيل جوسيف على موقع ميوزك برينز (الإنجليزية)
- ميشيل جوسيف على موقع أول ميوزيك (الإنجليزية)
- ميشيل جوسيف على موقع ديسكوغز (الإنجليزية)
- ميشيل جوسيف على موقع ديسكوغز (الإنجليزية)